# Gorica Miholečka
Gorica Miholečka – wieś w Chorwacji, w żupanii kopriwnicko-kriżewczyńskiej, w gminie Sveti Petar Orehovec. W 2011 roku liczyła 57 mieszkańców.